# Fermín Solís
Fermín Solís es un dibujante de cómics e ilustrador enmarcado dentro de lo que, desde la industria del cómic francés, se ha venido llamando nueva ola española.

## Biografía
Fermín Solís (Cáceres, 1972) es historietista e ilustrador. Sus primeras páginas se publicaron en los fanzines Subterfuge y Cabezabajo, a las que siguieron obras de más largo aliento, de entre las que destaca el ciclo protagonizado por su alter ego Martín Mostaza: Los días más largos (2003; con el que obtuvo el Premio al Autor Revelación en el Salón del Cómic de Barcelona 2004), El año que vimos nevar (2005) y Mi organismo en obras (2011). Fermín Solís se consolidó como uno de los autores españoles con más proyección internacional con la publicación de la novela gráfica Buñuel en el laberinto de las tortugas (2008), finalista del Premio Nacional de Cómic y reeditada en color en 2019 coincidiendo con su exitosa adaptación cinematográfica. Tras dedicarse durante casi una década al libro infantil –es autor de las colecciones de cómic «Astro-Ratón y Bombillita» y «Mundo Subatómico», y también de las novelas de la serie «Harry y Cerdon»–, así como a la ficción literaria –con la novela de aprendizaje Algún día dejaremos de hacer sombra (2021)– ha regresado plenamente a la novela gráfica para adultos en años recientes, con Medea a la deriva (2021), Elia (2023) y, más recientemente, Buñuel y los sueños del deseo (2024) con el apoyo del Luis Buñuel Film Institute de Los Ángeles. Sus libros se han traducido y publicado en Estados Unidos, Canadá, Reino Unido, Alemania y Francia.

## Obra
| Dando Tumbos - Subterfuge Comix, 2000. Medidas: 24 x 17, 36 páginas, grapa. - Una recopilación de historias cortas en las que lo cotidiano se mezcla con lo surrealista; viejas cámaras fotográficas que guardan almas, un chico con manos de cerdo, un escritor perdido... Soledad, desamor y fotografías. |
| Otra Vida - Ediciones D2ble D2sis, 2001.Medidas: 24 x 17, 28 páginas, grapa. - Un veinteañero que no sabe qué hacer con su vida. Un anciano que busca a su hija. Una chica de turbio pasado y turbio presente. Estos tres personajes constituyen los pilares de esta obra de tono relajado y poético. |
| No te quiero pero te amo un poco - Ediciones Aralia, 2002. Medidas: 21 x 15, 20 páginas, grapa. - La historia de tres amigos con el desencanto, la ilusión y las dietas como argumento principal. |
| Los días más largos - Ediciones Balboa, 2003. Edición Francesa a cargo de La Pastéque. 2005. Medidas: 20 x 15' 50, 52 páginas, lomo fresado. - Tiempos de partidos de fútbol, colegio, colecciones de cromos, chapas y de amigos fieles como nunca volverán a serlo. Tiempos de curiosidad , despreocupación y de juego continuo... Nominado como mejor obra en el 22.º Salón del Cómic de Barcelona. |
| Un pie tras otro - Plan B Comics, 2003. Edición Norteamericana a cargo de Adhouse Books. 2005. Con prólogo de Andi Watson. Medidas: 24 x 17, 48 páginas, lomo fresado. - La historia de Olga, una chica que acaba de salir de un centro de menores y tiene que subirse al tren de la vida. |
| De ballenas y pulgas - Ariadna Editorial, 2004. Edición Francesa a cargo de Le Potager Moderne. 2005. Medidas: 17 x 24. 54 páginas, lomo fresado. - Puedes enamorarte de alguien. Pero también puedes enamorarte de un pueblo, de una fotografía, de un aire concreto... o de ballenas y pulgas. Una sola cosa es segura: el amor te cambiará la vida. Nominado como mejor guion en el 23.er Salón del Cómic de Barcelona. |
| No te quiero pero - Astiberri, 2004. Edición francesa a cargo de 6 Pieds Sous Terre, 2005. Medidas: 17 x 24, 68 páginas, lomo fresado. - Martín trabaja en una librería de segunda mano, además trata de escribir una novela, comparte piso con Mario que acaba de salir de una relación bastante complicada... Isa es la chica del grupo, sale con Martín y tiene un carácter un tanto especial... bueno, y hay otros personajes como Toni, Joan... |
| Dan Laxante, detective cotidiano - Asociación Cultural Tebeo Vivo, 2005. Medidas: 24 x 17, 36 páginas, grapa. - Edición limitada de 500 copias que recopila las tiras e historietas cortas protagonizadas por Dan Laxante. |
| Las pelusas de mi ombligo - Cabezabajo, 2005. Medidas: 16 x 24, 36 páginas, grapa. - Revista que contiene varias historias cortas de periodicidad cuatrimestral. |
| El hombre del perrito - Astiberri, 2005. Medidas: 16 x 24, 36 páginas, lomo fresado. - Un joven soltero y una inmobiliaria no precisamente altruista, un señor con problemas, el perrito los da, una mujer comprometida y un amor en ciernes son los ingredientes de este relato gráfico. |
| El año que vimos nevar - Astiberri, 2005. Medidas: 20 x 15' 50, 100 páginas, lomo fresado. - La vuelta ciclista a España cuando era todo un acontecimiento, los profesores de más que dudosa capacidad pedagógica, la magia de la primera bicicleta, los múltiples juegos en la calle antes de la llegada de las videoconsolas, las hogueras por la celebración del santo de turno, cuando Bruce Lee era el rey, la excitación de la primera nevada, la cría de gusanos de seda, los matones de la escuela, los cumples... Todo esto revive Martín Mostaza en la continuación de Los días más largos. |
| Buñuel en el laberinto de las tortugas - Astiberri, 2008. (Blanco y negro.) - Reservoir Books, 2019. (Color.) - Recreación en cómic del rodaje de la película de Luis Buñuel titulada Las Hurdes, tierra sin pan. Se rodó una película de animación con el título Buñuel en el laberinto de las tortugas. |
| La tribu chatarra - Beascoa, 2021. - Arruguitas, Gorrión, Ojo de bolsillo, Repelente, Niña elefante y Burbujita han decidido desafiar al temible y todopoderoso Señor Amo Supremo y escapar de Mundo basura, el inmenso vertedero donde viven. Mediante su ingenio y con la ayuda de sus poderes construirán un globo aerostático y surcarán los cielos hasta los confines de su apestoso mundo. Pero... ¿dejará el Amo Supremo que la Tribu chatarra escape de su reino? |
| Buñuel y los sueños del deseo - Reservoir Books, 2024. - Con guion de Óscar Arce y Esteve Soler - Viaje al Buñuel de Belle de jour en surrealistas viñetas. |

## Premios
- Accésit Certamen de cómic e ilustración INJUVE, 2002
- Autor revelación Expocomic, 2004
- Autor revelación Salón del Cómic de Barcelona, 2004
- Finalista Premio Nacional de Cómic 2010 por Buñuel en el laberinto de las tortugas
- Premio Pop-Eye a la mejor novela gráfica por Buñuel en el laberinto de las tortugas